# Балканські єгиптяни
Балканські єгиптяни, або просто єгиптяни (мак. Египќани, алб. Egjiptian), або Đupci (мак. Ѓупци), народ, який проживає в Сербії (переважно в Косово), а також у Північній Македонії, Албанії та Чорногорії. Більшість із них сповідують іслам, і вони говорять албанською мовою, яка є особливою гілкою індоєвропейської мовної сім'ї. За переписом 2002 р. У Республіці Сербія, за винятком Косово, проживає 814 єгиптян, а за переписом 2011 р. року чисельність єгиптян становила 1834 . За переписом 2011 р. організований тимчасовими установами самопроголошеної Республіки Косово, в Косово проживає 11 524 єгиптян.

## Походження
У минулому єгиптяни вважалися частиною ромського народу, проте на сьогодні держава Сербія визнає їх як окрему націю (вперше вони були визнані окремою національністю під час перепису 1991 року). Їх вважають нащадками албанізованих ромів з Косова, і вони отримали назву "єгиптяни" відповідно до ствердження, що їхні предки прибули на Балкани з Єгипту, хоча документально підтверджених зв'язків з населенням Єгипту у них немає.